# Kontratyp
Kontratyp – okoliczność wyłączająca karną bezprawność czynu. Zaistnienie kontratypu powoduje, że zachowanie wypełniające znamiona czynu zabronionego nie jest przestępstwem. Innymi słowy – postępowanie, które w normalnych warunkach jest bezprawne, staje się prawnie dozwolone ze względu na zaistnienie określonych okoliczności wynikających z faktu wyłączenia przesłanek winy.

## Geneza
Konstrukcja i pojęcie kontratypu powstały w polskiej nauce prawa karnego, ich twórcą był Władysław Wolter. Instytucja ta w innych systemach prawnych nazywana jest okolicznością wyłączającą przestępność, bezprawność lub karalność.
Należy mieć jednak na uwadze, że istnieje różnica pomiędzy okolicznością wyłączającą bezprawność a okolicznością wyłączającą karalność.
Kontratyp, a więc okoliczność wyłączająca bezprawność czynu, oznacza, że „sprawca", popełniając czyn, który realizuje znamiona jednego z ustawowych typów rodzajowych przestępstwa, nie popełnia przestępstwa. Taki czyn pozostaje więc czynem legalnym. Oczywiście aby tak się stało, taki czyn muszą znamionować przesłanki właściwe dla jednego z ustawowych lub pozaustawowych kontratypów.
Okoliczność wyłączająca karalność natomiast jest to taka konstrukcja prawa, która powoduje, że czyn, który realizuje znamiona jednego z ustawowych typów rodzajowych przestępstwa, pozostaje przestępstwem, ale jedynie formalnie, bowiem zostaje wyłączona sankcja karna. Podmiot, który taki czyn nielegalny zrealizował, staje się sprawcą, natomiast nie podlega karze.
Kodeks karny nie odwołuje się do tej instytucji często, można jednak znaleźć kilka przykładów jej zastosowania. Dotyczy to m.in. instytucji czynnego żalu, przestępstwa poplecznictwa popełnionego przez osobę najbliższą wobec sprawcy przestępstwa oraz złożenia fałszywego zeznania w obawie przed odpowiedzialnością karną przez osobę nie wiedzącą o swoim prawie do odmowy zeznań.

## Rodzaje kontratypów

### Podstawowe rodzaje
- działanie w ramach uprawnienia
- obrona konieczna
- stan wyższej konieczności

### Inne rodzaje
- eksperyment
- dopuszczalne ryzyko sportowe (np. w sportach walki)
- zgoda dysponenta dobrem (zgodnie z brzmieniem paremii „volenti non fit iniuria” – „chcącemu nie dzieje się krzywda”)
- czynności lecznicze
  - przerwanie ciąży zgodnie w warunkach dopuszczonych w ustawie
- dozwolona krytyka
- ostateczna potrzeba

### Pozakodeksowe
- karcenie małoletnich – według prof. Kazimierza Buchały muszą zostać spełnione następujące przesłanki:[potrzebny przypis]
  - karcenie musi mieć cel wychowawczy[potrzebny przypis]
  - karcenie musi być wykonywane przez rodziców lub prawnych opiekunów dziecka[potrzebny przypis]
  - karcenie nie może przekraczać pewnego stopnia intensywności[potrzebny przypis]

Obecnie uważa się, że kontratyp karcenia małoletnich, po wprowadzeniu zakazu stosowania kar cielesnych w art. 961 Kodeksu rodzinnego i opiekuńczego (Osobom wykonującym władzę rodzicielską oraz sprawującym opiekę lub pieczę nad małoletnim zakazuje się stosowania kar cielesnych.), został wyłączony w stosunku do przestępstwa naruszenia nietykalności cielesnej (art. 217 kk) oraz naruszenia czynności narządu ciała na okres nie dłużej niż 7 dni (art. 157 § 2 kk). 
- zwyczaj
- ryzyko sportowe 
  - działanie w celu sportowym
  - uprawianie danej dyscypliny nie jest zabronione
  - działanie zgodne z regułami danej dyscypliny

Należy zastrzec, że podany katalog zawiera także takie kontratypy, których istnienie jest w literaturze prawa karnego negowane. Niektóre z nich (jak np. czynności lecznicze i zgoda dysponenta dobrem) są przez część doktryny uważane za wypadki, kiedy ustawowe znamiona czynu zabronionego nie są wypełnione. Istnienie innych (takich, jak karcenie małoletnich i zwyczaj) jest przez niektórych autorów całkowicie negowane. Należy powtórnie podkreślić, że w Polsce od 2010 roku stosowanie kar cielesnych wobec dzieci przez rodziców i opiekunów prawnych jest zakazane.

## Kontratyp w prawie karnym
Kontratyp powoduje, że zachowanie wypełniające znamiona czynu zabronionego nadal jest czynem zabronionym, ale nie jest przestępstwem. Innymi słowy uchyla on karną bezprawność czynu. Kontratyp określony w przepisach prawa karnego nie musi uchylać bezprawności czynu w innych gałęziach prawa. Kontratyp w prawie karnym określa się zwrotem „nie popełnia przestępstwa”, który jednak nie jest charakterystyczny tylko dla kontratypu, ponieważ może się również odnosić do wyłączenia winy (art. 26 § 2 Kodeksu karnego). Większość doktryny jest zdania, że kontratypy nie są znamionami czynu zabronionego, aczkolwiek sam autor tego pojęcia, Władysław Wolter, był zdania, że do ustawowych znamion każdego czynu zabronionego należy zanegowany kontratyp (teoria negatywnych znamion kontratypu). Według niego zatem przepis o zabójstwie należy odczytywać następująco: „Kto zabija człowieka, lecz nie w obronie koniecznej...”.

## Klasyfikacja kontratypów
Kontratypy klasyfikuje się na: 
- kontratypy kodeksowe – określone w kodeksie karnym
- pozakodeksowe – nie wynikają z kodeksu karnego

- ustawowe – określone wprost w przepisach ustawy (niekoniecznie musi nią być kodeks karny)
- pozaustawowe – nie wynikają wprost z przepisów ustawy, lecz ich istnienie jest efektem interpretacji systemowej (według niektórych autorów także ze zwyczaju). Ta grupa kontratypów jest negowana przez część doktryny.

- ogólne – wyłączają karną bezprawność wszystkich czynów zabronionych
- szczególne – wyłączają karną bezprawność jedynie niektórych czynów zabronionych

- bezwzględne – uchylają każdą bezprawność, nie tylko karną. Czyn popełniony w ramach kontratypu bezwzględnego nie tylko nie jest przestępstwem, lecz nie jest także bezprawny na gruncie prawa cywilnego i prawa administracyjnego.
- względne – uchylają tylko karną bezprawność czynu. Kwestia odpowiedzialności cywilnej lub administracyjnej pozostaje otwarta.

## Pojęcia związane

### Prawo cywilne
W prawie cywilnym skutkiem okoliczności wyłączającej bezprawność czynu jest przede wszystkim wyłączenie odpowiedzialności za wyrządzoną szkodę ze względu na fakt, że zachowanie wypełniające znamiona czynu niedozwolonego nim nie jest.

### Prawo konstytucyjne
Każda regulacja życia za pomocą prawa powoduje ograniczenie wolności człowieka. Prawo dzieli zachowania na prawne, czyli dozwolone, i bezprawne, przy czym istnieje zasada domniemania wolności jednostki i domniemania braku kompetencji organów państwa. W tym układzie zachowanie wypełniające znamiona czynu bezprawnego leży w sferze zachowań zakazanych przez prawo, a zaistnienie okoliczności wyłączającej bezprawność przenosi to zachowanie z powrotem do sfery zachowań prawnych.